# 日穏
日穏（にちおん、1716年（享保元年） - 1774年8月9日（安永3年7月3日））は、大石寺第35世法主。

## 略歴
- 1716年（享保元年）、誕生。
- 1758年（宝暦8年）、細草檀林52代に化主となる。
- 1759年（宝暦9年）夏 下総中田真光寺有明堂を建つ。
- 1760年（宝暦10年）1月、薬王品能令衆生下講記を著す。
- 1764年（明和元年）11月13日、大石寺16代学頭となる。
- 1765年（明和2年）7月、日真の代理として学頭遠妙院〔日穏〕仙台法難のため仙台日浄寺へ下向す。11月12日、33世日元より法の付嘱を受け、35世日穏として登座。
- 1766年（明和3年）5月、日有上人御入佛御縁起を著す。
- 1767年（明和4年）8月26日、異体同心抄を著す。8月、事鏡抄を著す。9月、法器抄3巻を著す。
- 1769年（明和6年）春、日礼（7歳）、日穏の室に入る。
- 1770年（明和7年）4月6日、法を36世日堅に付嘱し東之坊に移る。日相（12歳）、日穏の室に入る。
- 1773年（安永2年）9月12日、開目抄講記を著す。
- 1774年（安永3年）7月3日、59歳で死去した。

| 先代 日真 | 大石寺住職一覧 | 次代 日堅 |